# Dalmau (India)
Dalmau es un pueblo y nagar Panchayat situado en el distrito de Rae Bareli en el estado de Uttar Pradesh (India). Su población es de 9983 habitantes (2011). 

## Demografía
Según el censo de 2011 la población de Dalmau era de 9983 habitantes, de los cuales 5189 eran hombres y 4794 eran mujeres. Dalmau tiene una tasa media de alfabetización del 77,95%, superior a la media estatal del 67,68%: la alfabetización masculina es del 86,83%, y la alfabetización femenina del 68,29%.